# Phaenocora subsalina
Phaenocora subsalina is een platworm (Platyhelminthes). De worm is tweeslachtig. De soort leeft in zout en brak water.
Het geslacht Phaenocora, waarin de platworm wordt geplaatst, wordt tot de familie Typhloplanidae gerekend. De wetenschappelijke naam van de soort werd voor het eerst geldig gepubliceerd in 1921 door Luther.